# HD61966
HD61966 — хімічно пекулярна зоря спектрального класу B8, що має видиму зоряну величину в смузі V приблизно  6,1.
Вона  розташована на відстані близько 544,5 світлових років від Сонця.

## Пекулярний хімічний склад
Зоряна атмосфера HD61966 має підвищений вміст 
Si
.